# Медовое (Кропивницкий район)
Медовое (укр. Медове) — село в Устиновской поселковой общине Кропивницкого района Кировоградской области Украины.
До 2020 года входило в Устиновский район
Население по переписи 2001 года составляло 68 человек. Почтовый индекс — 28631. Телефонный код — 5239. Код КОАТУУ — 3525884403.

## Известные уроженцы
- Мизицкий, Владимир Иосифович (1896—1943) — советский военачальник, полковник (1938).